# Lacuna (exogeologia)
En astrogeologia, lacuna (plural lacunae, abr. LU) és una paraula llatina que significa «buit» que la Unió Astronòmica Internacional (UAI) utilitza per indicar una característica superficial que constitueix el llit dessecat d'un lacus o una mar.
Les úniques estructures oficialment classificades com lacunae, onze a data 29 de gener de 2021, són a sobre de Tità.